# Хорошевский (хутор)
Хорошевский — хутор в Предгорном районе (муниципальном округе) Ставропольского края России.

## Варианты названия
- МТФ № 2 колхоза им. Ленина[2],
- Хорошовский[6][7],
- Хорошёвский.

## География
К югу от хутора на расстоянии 1 км находится названое по имени хутора самое большое кладбище города Пятигорска.
Расстояние до краевого центра: 148 км.
Расстояние до районного центра: 21 км.

## История
В 1972 году Указом Президиума ВС РСФСР посёлок МТФ № 2 колхоза им. Ленина переименован в Хорошовский.
Распоряжением Правительства РФ от 09.08.2019 № 1773-р «О переименовании расположенного на территории Предгорного района Ставропольского края хутора Хорошовский» переименован в Хорошевский.
До 16 марта 2020 года Хорошевский входил в состав муниципального образования «Сельское поселение Этокский сельсовет».

## Население
| 1989 | 2002 | 2010 | 2014 |
| ---- | ---- | ---- | ---- |
| 440  | ↗459 | ↗675 | ↘300 |

По данным переписи 2002 года в национальной структуре населения преобладают русские (77 %).

## Инфраструктура
- Федеральная автомобильная дорога М-29 «Кавказ»
- Газификация хутора (2011 год)
- Водоснабжение хутора (2011—2015 годы)
- Хорошевское муниципальное кладбище (общественное открытое). Расположено в 800 м на юго-восток от поворота автодороги Р-217 «Кавказ» на хутор Хорошевский. Площадь 401492 м²[12]

## Образование
- Ученики хутора обучаются в школе № 19 города Пятигорска

## Экономика
- Основная часть населения работает в г. Пятигорске
- Производственный участок ООО СП «Предгорье» (г. Пятигорск)
- Посевные площади НИИ кукурузы (г. Пятигорск)